# 70 Dywizja Piechoty (Imperium Rosyjskie)
70 Dywizja Piechoty (ros. 70-я пех. дивизия) – rezerwowa dywizja piechoty Imperium Rosyjskiego, okresu działań zbrojnych I wojny światowej.
Powstała z 33 Dywizji Piechoty z Kijowa (21 Korpus Armijny, 3 Armia).

## Struktura organizacyjna
Lipiec 1914:
- dowództwo dywizji
- 277 Perejasławski pułk piechoty
- 278 Kromski pułk piechoty
- 279 Łochwicki pułk piechoty
- 280 Surski pułk piechoty